# Regensburg/Einwohnerzahl und Fläche
Die Entwicklung des Stadtgebiets von Regensburg vollzog sich wie folgt:

## Ein- und Ausgemeindungen seit 1818
Die nachstehende Tabelle zeigt ehemals selbständige Gemeinden und Gemarkungen, die in die Stadt Regensburg eingegliedert wurden. Zwischen 1818 und 1997 kam es zu insgesamt 29 Eingemeindungen in die Stadt Regensburg und zu 19 Ausgliederungen aus dem Stadtgebiet in umliegende Gemeinden.
| Jahr            | Orte                                                               | Fläche in ha |
| --------------- | ------------------------------------------------------------------ | ------------ |
| 1818            | Kumpfmühl                                                          | 372,0        |
| 1. Januar 1904  | Karthaus-Prüll, Eisbuckel, Ganghofersiedlung                       | 219,9        |
| 1. April 1924   | Winzer: Ober- und Nieder-Winzer, Kager, Pfaffenstein               | 482,9        |
| 1. April 1924   | Stadtamhof                                                         | 26,0         |
| 1. April 1924   | Steinweg, Pfälzer Siedlung                                         | 116,7        |
| 1. April 1924   | Weichs                                                             | 32,1         |
| 1. April 1924   | Reinhausen                                                         | 389,9        |
| 1. April 1924   | Sallern, Gallingkofen, Wutzlhofen, Ödenthal, nördl. Konradsiedlung | 861,4        |
| 1. April 1924   | Schwabelweis, Vorderer und Hinterer Keilberg, Brandlberg           | 730,4        |
| 1. April 1938   | Ziegetsdorf                                                        | 52,2         |
| 1. April 1938   | Dechbetten, Königswiesen                                           | 287,7        |
| 1. April 1938   | Großprüfening                                                      | 245,8        |
| 1. Januar 1971  | Teil der Gemeinde Graß                                             | 4,3          |
| 1. Juli 1972    | Teil von Regensburg (Dechbetten) nach Pentling                     | −40,2        |
| 1. Juli 1972    | Teil der Gemeinde Graß                                             | 17,3         |
| 1. Juli 1972    | Teile der Gemeinde Pentling                                        | 0,1          |
| 1. Juli 1972    | Teil der Gemeinde Oberisling                                       | 61,5         |
| 1. Juli 1972    | Teil der Gemeinde Burgweinting                                     | 119,3        |
| 1. Juli 1972    | Teil von Regensburg (Neuprüll) nach Oberisling                     | −12,3        |
| 1. Juli 1972    | Teil von Regensburg (Ziegetsdorf) nach Pentling                    | −5,7         |
| 1. Januar 1975  | Teil der Gemeinde Grünthal                                         | 73,1         |
| 1. Januar 1977  | Burgweinting                                                       | 748,5        |
| 1. Januar 1977  | Teil der Gemeinde Schwabelweis                                     | 0,1          |
| 1. Januar 1977  | Harting                                                            | 444,9        |
| 1. Januar 1977  | Teil von Regensburg (Sallern) nach Zeitlarn                        | −0,1         |
| 1. Januar 1977  | Oberisling mit Graß, Leoprechting und Unterisling                  | 896,6        |
| 1. Januar 1978  | Teil der Gemeinde Barbing mit Irl, Irlmauth und Kreuzhof           | 547,6        |
| 1. Oktober 1979 | Teil von Regensburg (Oberisling) nach Obertraubling                | −0,3         |
| 1. Februar 1983 | Teil der Gemeinde Obertraubling                                    | 39,4         |
| 1. Januar 1984  | Teil von Regensburg (Burgweinting) nach Obertraubling              | −45,2        |
| 1. Januar 1984  | Teil von Regensburg (Winzer) nach Pettendorf                       | −2,4         |
| 1. Januar 1985  | Teil von Regensburg (Großprüfening) nach Sinzing                   | −0,2         |
| 1. Januar 1986  | Teil von Regensburg (Schwabelweis) nach Tegernheim                 | −0,1         |
| 1. Januar 1986  | Teil von Regensburg (Winzer) nach Pettendorf                       | −4,5         |
| 1. Juli 1987    | Teil von Regensburg (Schwabelweis) nach Tegernheim                 | −0,1         |
| 1. Januar 1990  | Teil von Regensburg (Dechbetten) nach Pentling                     | −1,1         |
| 1. Juli 1990    | Teil von Regensburg (Schwabelweis) nach Tegernheim                 | −0,1         |
| 1. Juli 1996    | Teil von Regensburg (Harting) nach Obertraubling                   | −1,2         |
| 1. Juli 1996    | Teil der Gemeinde Obertraubling                                    | 0,5          |
| 1. Juli 1996    | Teil von Regensburg (Großprüfening) nach Sinzing                   | −0,2         |
| 1. Juli 1996    | Teil von Regensburg (Großprüfening) nach Pettendorf                | −0,6         |
| 1. Juli 1996    | Teil der Gemeinde Kneiting                                         | 0,2          |
| 1. Juli 1996    | Teil der Gemeinde Sinzing                                          | 0,1          |
| 1. Juli 1997    | Teil von Regensburg (Barbing) nach Barbing                         | −0,3         |
| 1. Juli 1997    | Teil von Regensburg (Sallern) nach Lappersdorf                     | −4,9         |
| 1. Juli 1997    | Teil von Regensburg (Sallern) nach Zeitlarn                        | −0,7         |
| 1. Juli 1997    | Teil von Regensburg (Steinweg) nach Lappersdorf                    | −3,4         |
| 1. Juli 1997    | Teil der Gemeinde Lappersdorf                                      | 5,5          |

Quelle: Stadt Regensburg, Abteilung Statistik

## Einwohner- und Gebietsentwicklung seit 1818
| Jahr/Datum     | Einwohnerzuwachs | Gebietszunahme in km² | Gebietsstand in km² |
| -------------- | ---------------- | --------------------- | ------------------- |
| Bestand 1818   | -                | -                     | 17,7                |
| 1818–1924      | 18.002           | 28,6                  | 46,3                |
| 1938–1971      | 1.652            | 5,9                   | 52,5                |
| 1. Juli 1972   | 678              | 1,4                   | 53,6                |
| 1. Januar 1975 | 0                | 0,7                   | 54,3                |
| 1. Januar 1977 | 4.152            | 20,9                  | 75,2                |
| 1. Januar 1978 | 422              | 5,5                   | 80,7                |
| 1979–1997      | 0                | −0,2                  | 80,5                |

Quelle: Stadt Regensburg, Abteilung Statistik

## Stadtgliederung

Das Stadtgebiet Regensburgs ist in 18 Stadtbezirke eingeteilt, die aber keine politischen Gremien besitzen. Die Stadtbezirke werden weiter in 37 Unterbezirke untergliedert. In dieser Anzahl sind auch die acht Stadtbezirke enthalten, die nicht weiter untergliedert werden.
| Nr. | Stadtbezirk                           | Fläche km² | Gesamt- bevölkerung Melderegister 31.12.2016 | Unterbezirke                                                                                  |
| --- | ------------------------------------- | ---------- | -------------------------------------------- | --------------------------------------------------------------------------------------------- |
| 01  | Innenstadt                            | 2,92       | 17.315                                       | Bahnhofsviertel, Westnerwacht, Zentrum, Ostnerwacht, Wöhrde                                   |
| 02  | Stadtamhof                            | 0,66       | 2.369                                        | Stadtamhof                                                                                    |
| 03  | Steinweg-Pfaffenstein                 | 1,50       | 4.253                                        | Steinweg-Pfaffenstein                                                                         |
| 04  | Sallern-Gallingkofen                  | 6,98       | 3.610                                        | Sallern-Gallingkofen                                                                          |
| 05  | Konradsiedlung-Wutzlhofen             | 2,44       | 11.097                                       | Konradsiedlung-Süd, Konradsiedlung-Nord                                                       |
| 06  | Brandlberg-Keilberg                   | 5,64       | 2.548                                        | Brandlberg-Keilberg                                                                           |
| 07  | Reinhausen                            | 1,97       | 9.207                                        | Reinhausen, Isarstr.-Lechstr.                                                                 |
| 08  | Weichs                                | 1,53       | 3.649                                        | Weichs                                                                                        |
| 09  | Schwabelweis                          | 1,74       | 2.181                                        | Schwabelweis                                                                                  |
| 10  | Ostenviertel                          | 9,94       | 10.551                                       | Innerer Osten, Hohes Kreuz-Osthafen-Irl                                                       |
| 11  | Kasernenviertel                       | 3,48       | 15.684                                       | Ostpark, Burgunderstr.-Napoleonstein, Kasernenviertel-Benzstr.                                |
| 12  | Galgenberg                            | 2,66       | 8.570                                        | Galgenberg, Universität                                                                       |
| 13  | Kumpfmühl-Ziegetsdorf-Neuprüll        | 3,78       | 21.656                                       | Kumpfmühl-Ost, Kumpfmühl-West, Ganghofersiedlung-Prüll, Ziegetsdorf-Königswiesen-Süd-Neuprüll |
| 14  | Großprüfening-Dechbetten-Königswiesen | 3,51       | 7.920                                        | Königswiesen-Nord, Dechbetten-Großprüfening                                                   |
| 15  | Westenviertel                         | 6,80       | 27.678                                       | Innerer Westen, Margaretenau-Dörnbergpark, Mittlerer Westen, Westheim, Äußerer Westen         |
| 16  | Ober-/Niederwinzer-Kager              | 3,47       | 1.000                                        | Ober- und Niederwinzer-Kager                                                                  |
| 17  | Oberisling-Leoprechting-Graß          | 8,98       | 3.653                                        | Oberisling-Graß                                                                               |
| 18  | Burgweinting-Harting                  | 12,68      | 11.007                                       | Harting, Burgweinting                                                                         |
|     | Regensburg                            | 80,68      | 163.948                                      |                                                                                               |